# 普里多羅日內 (盧漢斯克區)
48°23′42″N 39°35′42″E / 48.39500°N 39.59500°E
普里多羅日内（烏克蘭語：Придорожне）是位於烏克蘭東部的村莊，由盧甘斯克州卢甘斯克区的青年近衛軍村市鎮負責管轄。該村始建於1973年，面積7.96平方公里，海拔高度177米，2001年人口277，人口密度每平方公里34.8人。